# Solrinnes
Solrinnes ist eine französische Gemeinde mit 143 Einwohnern (Stand 1. Januar 2022) im Département Nord in der Region Hauts-de-France. Sie gehört zum Kanton Fourmies im Arrondissement Avesnes-sur-Helpe. Die Bewohner nennen sich Solrinnois oder Solrinnoises.

## Lage
Die Gemeinde Solrinnes liegt an der Solre im Regionalen Naturpark Avesnois, sechs Kilometer westlich der Grenze zu Belgien und elf Kilometer südöstlich von Maubeuge. Sie grenzt im Norden an Aibes, im Nordosten an Bérelles, im Osten an Eccles, im Südosten an Solre-le-Château, im Süden an Lez-Fontaine, im Westen an Dimechaux und im Nordwesten an Choisies.

## Bevölkerungsentwicklung
| Jahr                       | 1962 | 1968 | 1975 | 1982 | 1990 | 1999 | 2010 | 2021 |
| Einwohner                  | 105  | 74   | 87   | 112  | 104  | 96   | 125  | 143  |
| Quellen: Cassini und INSEE |      |      |      |      |      |      |      |      |

## Sehenswürdigkeiten
- Kirche Saint-Martin
- Wassermühle

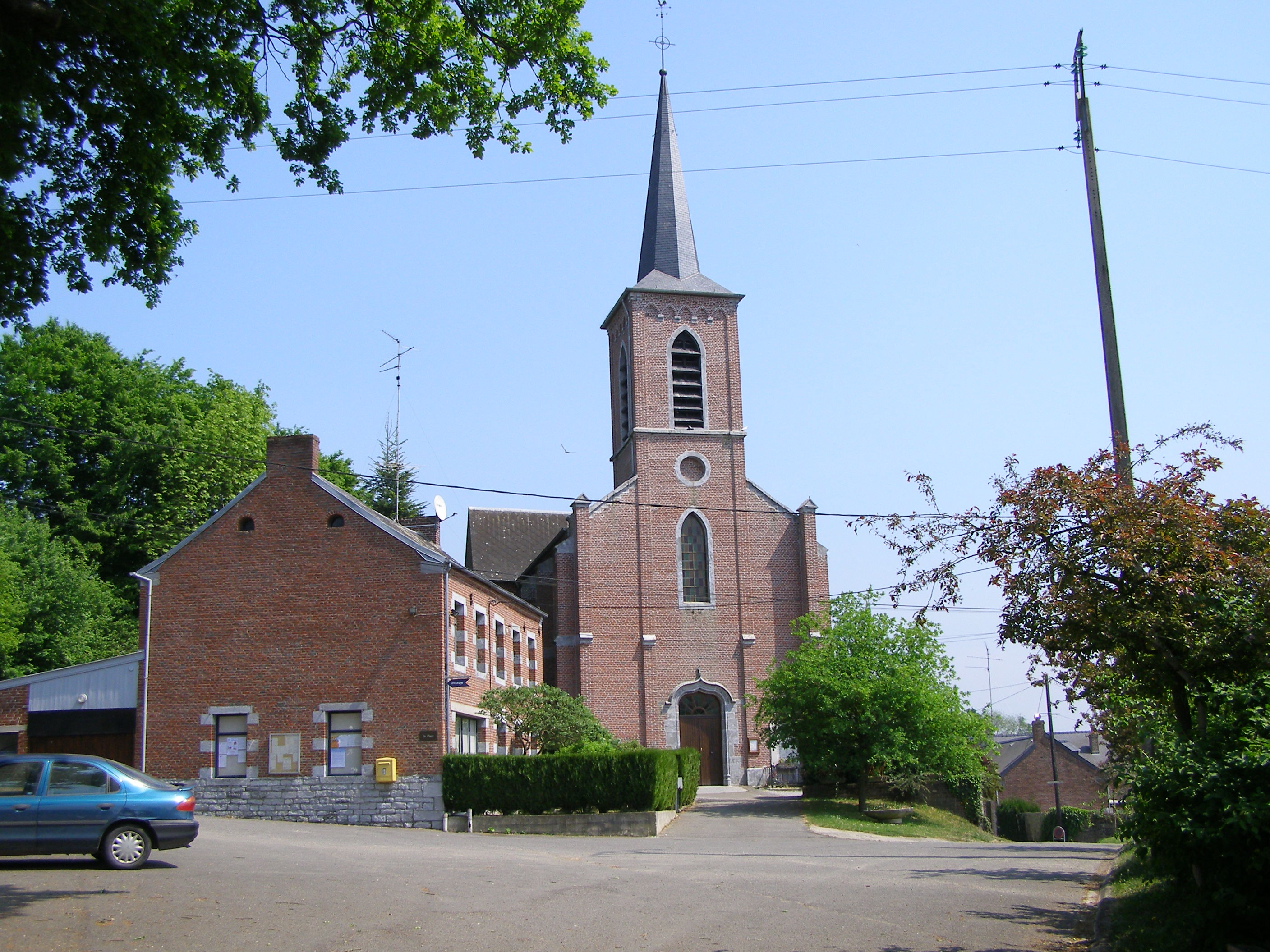
Kirche Saint-Martin und Rathaus (mairie)
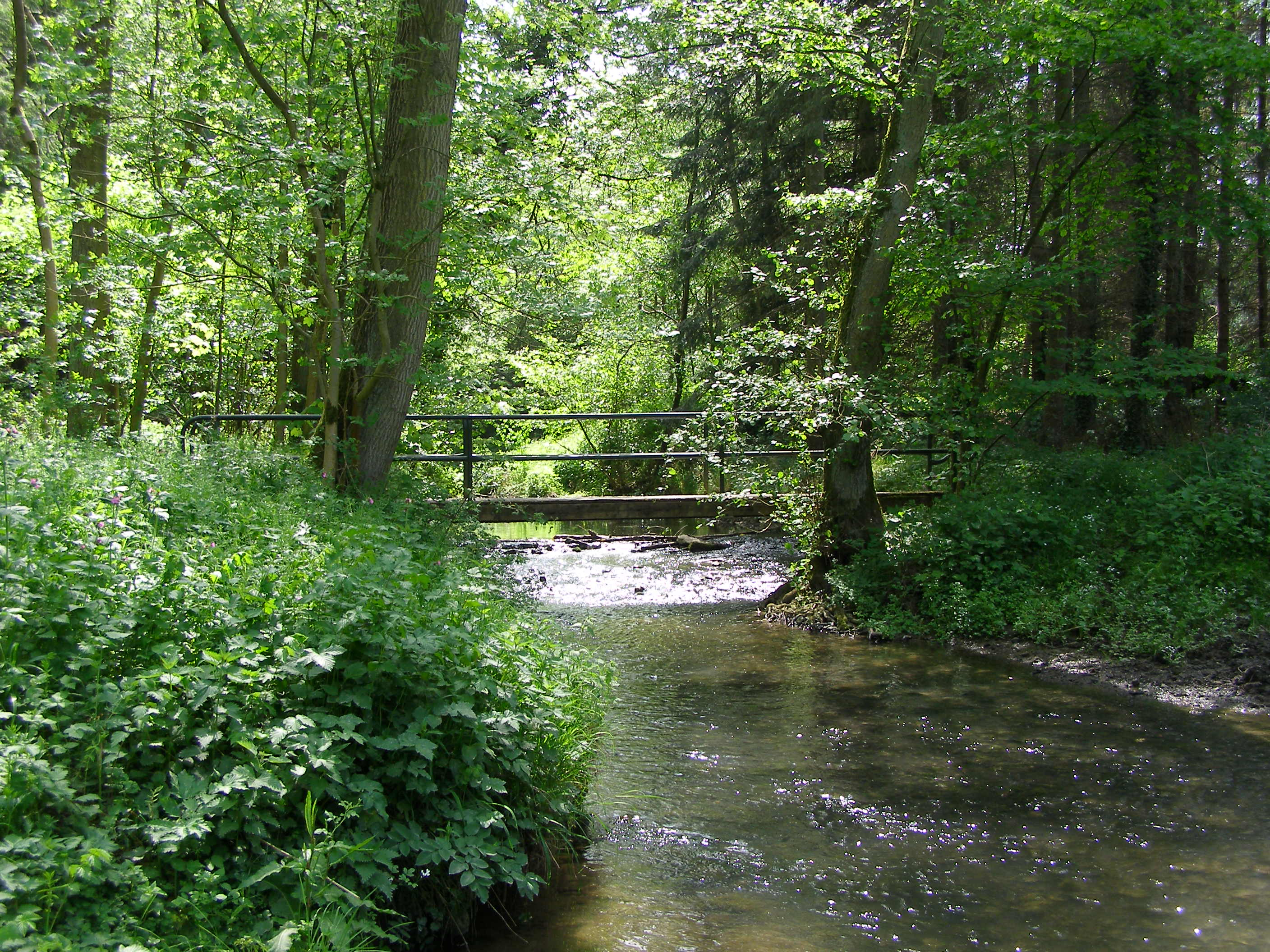
Die Solre in Solrinnes
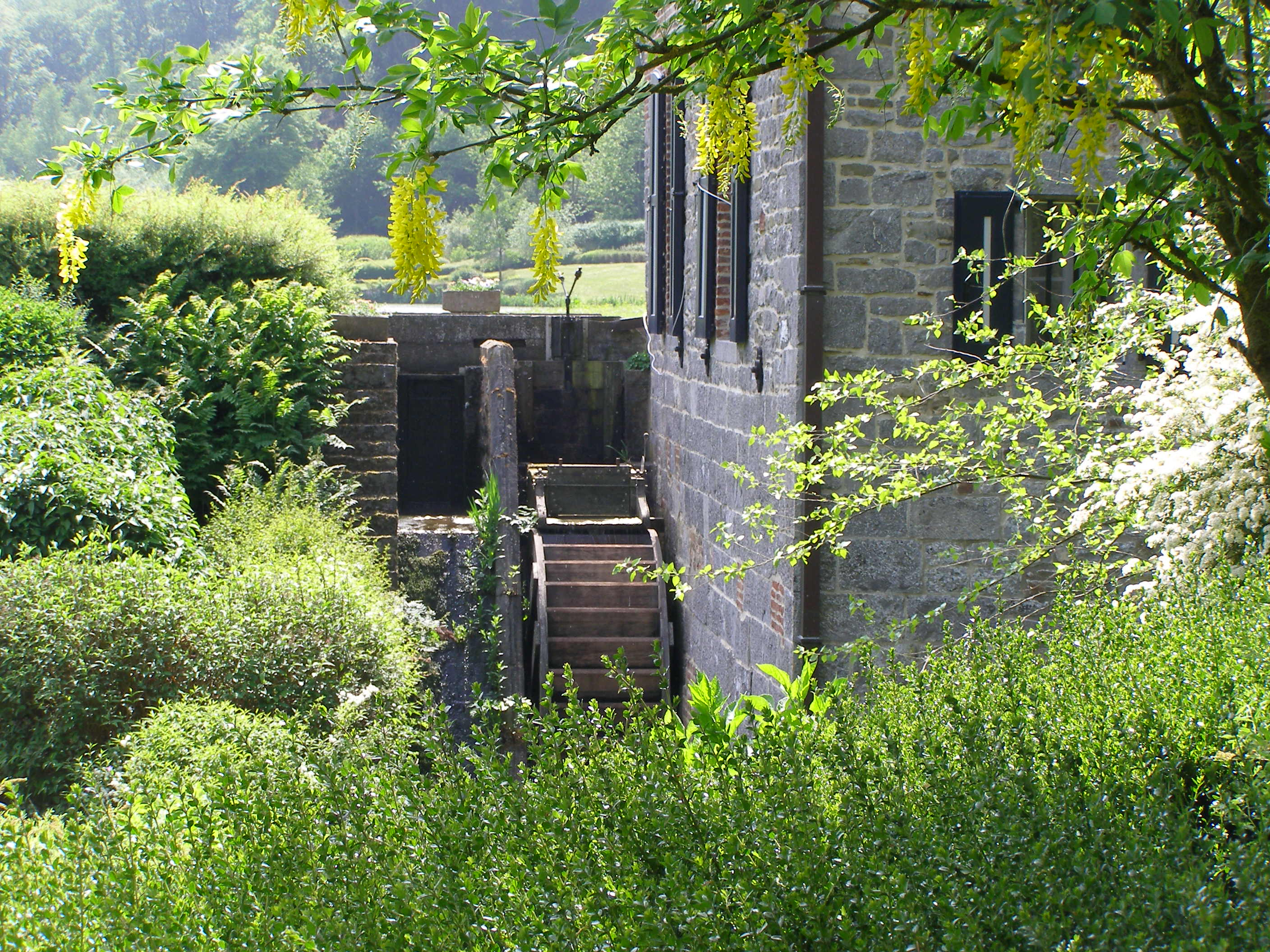
Wassermühle